# San José (Alajuela)
San José è un distretto della Costa Rica facente parte del cantone di Alajuela, nella provincia di Alajuela.